# سیدنی باکس
سیدنی باکس (انگلیسی: Sydney Box؛ زاده ۲۹ آوریل ۱۹۰۷ درگذشته ۲۵ مهٔ ۱۹۸۳) یک نویسنده، و فیلم‌نامه‌نویس اهل بریتانیا بود.